# 1. Klasse Halle-Merseburg 1941/42

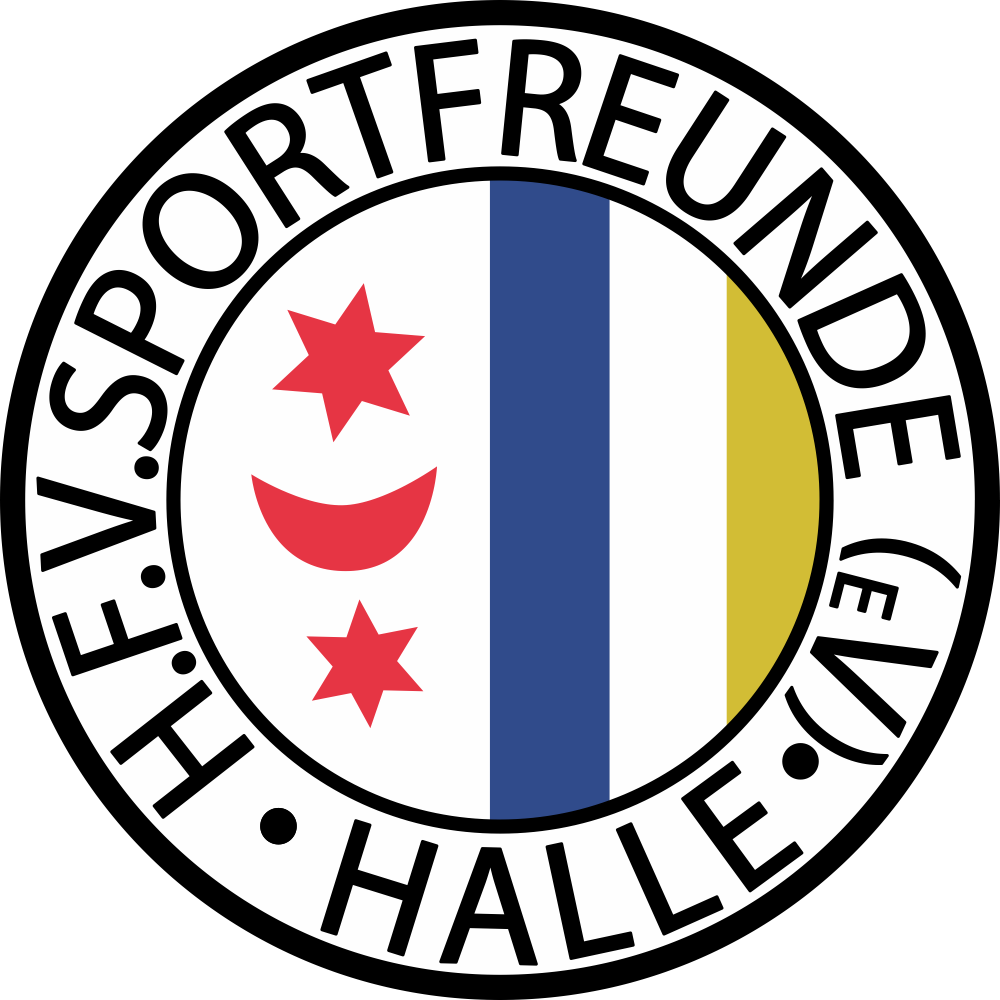
FV Sportfreunde Halle Das perfekte Meister-Triple plus G.-L.-Aufstieg.

Die 1. Klasse Halle-Merseburg 1941/42 war die neunte Spielzeit der seit 1933 als Unterbau zur Gauliga Mitte (Gau VI) fungierenden zweitklassigen Bezirksklasse Halle-Merseburg. Zum dritten Male errangen dabei die  FV Sportfreunde Halle den Meistertitel der Bezirksebene. Aufsteiger LSV Nordhausen lieferte als Vizemeister eine enorm eindrucksvolle Saison. Die Luftwaffensportler ließen den letztjährigen Zweiten aus Mockrehna knapp hinter sich und wiederholten somit dessen Leistung als Saison-Neuling des letzten Jahres. Die drei Merseburger Vereine und der SV Halle 98 belegten zum Saison-Ende die Ränge vier bis sieben. Den Abstiegskampf, der sich nach dieser Saison als ein bloßes Scheingefecht erweisen sollte, bestritten Aufsteiger Sandersdorf, der VfL Bitterfeld und die Hallenser Borussen. Weil sowohl die Sportfreunde aus Halle, durch den bewerkstelligten Gauliga-Aufstieg, als auch der L.S.V. Nordhausen durch die sport-rechtliche Versetzung in den Sportbezirk Thüringen, die Spielklasse verließen. Zum Zeitpunkt ihres engen Dreikampfs, war das allen Beteiligten jedoch noch nicht bewusst, sodass tabellarisch bis zum letzten Spiel-Abpfiff, eine spannende Konstellation gegeben war. In der sich anschließenden Aufstiegsrunde der vier teilnehmenden Kreismeister der 2. Klassen, eroberten dann erstmals der FC Wittenberg 07 und der Militärsportverein M.S.V. aus Torgau, die beiden freien Plätze für die letztmals ausgespielte 1. Klasse des Bezirksklassen-Fußballs in der Saale-Elster-Burgenland-Region, vor Beendigung des Zweiten Weltkriegs.

## Abschlusstabelle
Tabellen, Zahlen und Resultate sind aus den im Unterpunkt Quellen notierten Zeitungen entnommen.
Ermittelte Spiele: 83 von 90__/__Ermittelte Tore: 392

[9. Spielzeit, (3.Kriegsmeisterschaft) – Saison-Beginn:  07.09.1941]
| Pl. | Verein                    | Sp. | Tore  | Quote | Punkte |
| --- | ------------------------- | --- | ----- | ----- | ------ |
| 01. | FV Sportfreunde Halle     | 17  | 65:25 | 2,60  | 28:60  |
| 02. | LSV Nordhausen (N)        | 17  | 63:37 | 1,70  | 24:10  |
| 03. | SG Mockrehna              | 16  | 50:36 | 1,39  | 21:11  |
| 04. | RB/VfL Merseburg          | 15  | 32:26 | 1,23  | 17:13  |
| 05. | SV Halle 98               | 17  | 45:51 | 0,88  | 17:17  |
| 06. | SV Merseburg 99           | 17  | 36:45 | 0,80  | 17:17  |
| 07. | FC Preußen 01 Merseburg   | 16  | 28:45 | 0,62  | 13:17  |
| 08. | SV Union Sandersdorf (N)  | 17  | 28:43 | 0,65  | 10:24  |
| 09. | SV Borussia 02 Halle      | 16  | 17:45 | 0,37  | 09:23  |
| 10. | Rot-Weiß / VfL Bitterfeld | 18  | 28:40 | 0,70  | 09:27  |

 Nach-Recherche: [7 fehlende Spiel-Resultate]
[Der LSV Nordhausen wurde zur neuen Saison, sport-rechtlich in die 1. Klasse Erfurt-Thüringen versetzt.]
| (N) | Aufsteiger aus den 1. Kreisklassen          |
| (V) | Versetzung in die 1.Klasse Erfurt-Thüringen |

(bei Punktgleichheit entschied in allen Klassen und Runden jeweils der Tor-Quotient über die Tabellen-Platzierung)

## Aufstiegsrunde
In der Aufstiegsrunde spielten vier von fünf Gewinnern der einzelnen 2. Kreisklassen um die beiden Aufstiegsplätze zur 1. Klasse Halle-Merseburg 1942/43.
Ermittelte Spiele: 6 von 12__/__Ermittelte Tore: 40__/__Ausspielung: [ 28.06. – 09.08.1942 ]
| Pl. | Verein                                               | Sp. | Tore  | Quote | Punkte |
| --- | ---------------------------------------------------- | --- | ----- | ----- | ------ |
| 1.  | Viktoria Wittenberg 07 (Sieger 2. Klasse Kursachsen) | 4   | 11:40 | 2,75  | 7:1    |
| 2.  | MSV Torgau (Sieger 2. Klasse Elbe-Elster)            | 3   | 19:11 | 1,72  | 2:4    |
| 3.  | VfB Schkeuditz (Sieger 2. Klasse Jahn)               | 2   | 6:6   | 1,00  | 2:2    |
| 4.  | BC Zeitz 03 (Sieger 2. Klasse Rudelsburg)            | 3   | 04:19 | 0,21  | 1:5    |

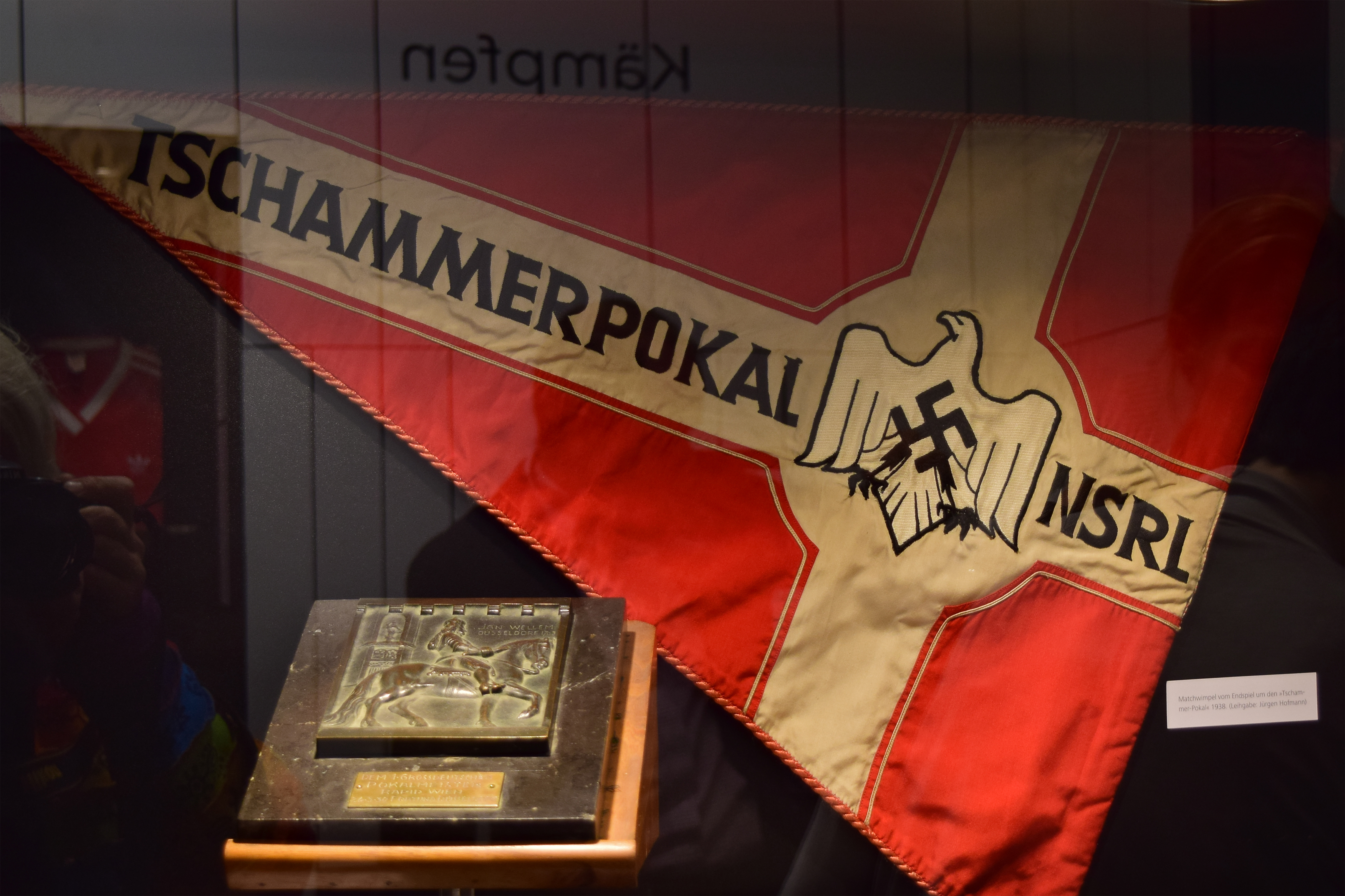
SF Halle – 19. Juli 1942 „Tschammerpokal“-Teilnahme 1.Schlussrunde / SC Minerva Berlin 1:2

- [Der Meister des Kyffhäuser-Kreises, namentlich bisher nicht bekannt, nahm nicht an der Aufstiegsrunde teil.]

Nach-Recherche: [Es konnten bisher nur 6 von 12 Spiel-Resultaten ermittelt werden. Beide Aufsteiger sind aber in dieser oben eingestellten Reihenfolge bekannt.]